# Thermococcus
A Thermococcus a Thermococcaceae családba tartozó extrém extremofil Archaea nem. Az archeák – ősbaktériumok – egysejtű, sejtmag nélküli prokarióta szervezetek.

A nem tagjai mind archeák, és termofil-hipertermofil karakterisztikájúak. Tipikusan szabálytalan gömb alakúak, és 0,6-2,0 μm átmérőjűek. Néhány faja nem mozgékony, néhány pedig ostor használatával mozog, amely a mozgásuk fő forrása. Ezek az ostorok tipikusan a szervezet egy specifikus pólusán vannak. Ezt a mozgást már látták szobahőmérsékleten vagy magas hőmérsékleten, az adott organizmustól függően. Néhány faja csoportosulhat és fehéresszürke plakkokat alkothat. Az összes faja 70-<100 °C között él, vagy fekete füstölő (hidrotermális kürtő) jelenlétében, vagy édesvízi források jelenlétében, 1-3% NaCl-koncentráció mellett. A nem tagjai obligát anaerobak, 5,6-7,9 pH között növekednek. A nem tagjait megtalálták sok hidrotermális kürtő rendszerénél a világon, többek között a Japán-tengernél, és Kalifornia partjainál. Meglepő módon a só (NaCl) nem kötelező szubsztrátjuk, mint az egyik vizsgálat kimutatta a Thermococcus fajok élnek friss melegvíz-rendszerekben Új-Zélandon, azonban a növekedésükhöz szükséges az alacsony lítiumion-koncentráció. A nem tagjai heterotrófként, kemotrófként és organotróf szulfanogénként vannak leírva, elemi kén- és szénforrások (beleértve az aminosavakat, a szénhidrátokat és a szerves savakat, például a piruvátot) használatával.

## Anyagcsere
A glikolízisnek egy a prokariótáktól és az eukariótáktól eltérő formáját fejlesztette ki. Egy példa egy anyagcsereutaikra a peptidanyagcseréjük, ami három lépésben megy végbe: első lépésben a peptidek hidrolízis útján aminosavakra bomlanak peptidázok által katalizálva, második lépésben az aminosavak amino-transzferázok által katalizálva ketosavakká alakulnak át, végül szén-dioxid szabadul fel oxidatív dekarboxilezéssel vagy a ketosavakból négy különböző enzim koenzim-a-származékokat állít elő, amelyeket más fontos anyagcsereutakon használnak. A nem tagjainak van RUBISZKO (ribulóz-1,5-bifoszfát-karboxiláz/oxigenáz) enzimjük,  ami a Thermococcus kodakarensisben a nukleinsav-anyagcserében részt vevő enzimekből keletkezik. Néhány tápanyag korlátozza sejtjeik növekedését. A sejtnövekedést a tápanyagok közül leginkább a fajok szén- és nitrogénforrása befolyásolja. Mivel nem metabolizálják az összes szükséges aminosavat, néhányat tartalmaznia kell a környezetüknek, amelyben ezek a szervezetek élnek. Néhány ilyen szükséges aminosav a leucin, izoleucin és valin (az elágazó láncú aminosavak). Az említett aminosavak metabolizálása során acetil-CoA vagy szukcinil-CoA termelődik, amelyek fontos prekurzorokként felhasználhatók más esszenciális anyagcsereutakon, a celluláris növekedési és légzési anyagcsereutakon. A mai technológiával viszonylag könnyen tenyészthetőek a laborokban, emiatt az extremofilek fiziológiai és molekuláris útvonalainak tanulmányozásának modellszervezetei. A Thermococcus kodakarensis egy példája egy Thermococcus modellszervezetnek, ami egy olyan mikroorganizmus, aminek a teljes genomját megvizsgálták és replikálták.

## Ökológia
A nem fajai bárhol nőnek 60-80 °C között, nagy ökológiai előnyük, hogy az első élőlényekként kolonizálják az új hidrotermális környezeteket. Néhány fajuk termel CO2-t, H2-t és H2S-t az anyagcseréjük és a légzésük során. Miután ezeket a molekulákat kibocsájtják, egyéb autotróf fajok felhasználják azokat, segítve a hidrotermális mikrobiális közösségek sokszínűségét. A kultúra ilyen típusú folyamatos gazdagítása kritikus szerepet játszik a mélytengeri hidrotermális források ökológiájában, ami arra utal, hogy a Thermococcus kölcsönhatásban van más élőlényekkel az anyagcseretermékek cseréjén keresztül, ami támogatja az autotrófok növekedését. A nem tagjai H2-t bocsátanak ki hidrogenázok (beleértve a CO-függő hidrogenázokat) használatával, emiatt a víz-gáz eltolási reakció potenciális biokatalizátorai.

## Transzportációs mechanizmusok
A nem tagjai képesek membránvezikulumokat (MV) termelni ami a legkülső sejtmembránt képzi, amely képes rögzíteni és szerezni plazmidokat a szomszédos archaea fajoktól a DNS-transzfer érdekében, a saját vagy a környező fajoktól. Az MV-k a sejtekből klaszterekben választódnak ki, nanogömböket vagy nanocsöveket alkotva, megőrizve a belső membránok folyamatosságát.
Egy tanulmány kimutatta, hogy a Thermococcus fajok számos MV-t termelnek szállítva a DNS-t, a metabolitokat, és néhány faj még toxinokat is, azonfelül az MV-k védik a tartalmukat a termodegradáció ellen, a makromolekulákat védett környezetbe szállítják. Az MV-k a vírusrésecskéket is befogják hogy megelőzzék a fertőzéseket. A makromolekulák szállítása mellett, az MV-t használják az egymással való kommunikációban is. Továbbá specifikus fajok (Thermococcus coalescens) használják az MV-t hogy indikálják az aggregációt, hogy ezek általában egysejtű mikroorganizmusok egy masszív sejté olvadjanak össze.
Beszámoltak róla hogy a Thermococcus kodakarensisneknek négy vírusszerű integrált gén elemeket tartalmazó szubtilizinszerű szerin-proteáz prekurzora van. Eddig csak két vírust izolálták a nem tagjaiban: a PAVE1 és a TPV1. Ezek a vírusok a gazdasejtben hordozó állapotban léteznek. A Thermococcus kodakarensisban alaposan tanulmányozták a DNS-replikáció és elongáció folyamatát. A DNS-molekula egy kör alakú szerkezet ami körülbelül 2 millió bázispár hosszúságú, és több mint 2000 szekvenciából áll, amik proteineket kódolnak.

## Jövőbeni technológia
A Thermococcus TPA-S DNS-polimeráz enzim jóval hatékonyabb, hosszabb és gyorsabb PCR mint a Taq-polimeráz. A Tk-SP egy másik T. kodakarensis enzim, mely képes degradálni az abnormális prionfehérjéket (PrPSc – a prionok hibásan feltekeredett fehérjék amik halálos betegségeket okozhatnak minden élőlényben). A Tk-SP széles szubsztrátspecifitást mutat, és exponenciálisan degradálja a prionokat a labori környezetben. Az enzim nem igényel kalciumot vagy bármely más szubsztrátot, ezért a vizsgálatokban nagy potenciált mutat. További a Thermococcus onnurineus PSP (foszfoszerin-foszfatáz) enzimjével koordinált kiegészítő vizsgálatok végeztek, amiknek alapvető eleme a PSP-aktivitás szabályozása. Ez hasznos információ a gyógyszergyáraknak, mert az abnormális PSP-aktivitás a szerin szintjének jelentős csökkenéséhez vezet az idegrendszerben, ami neurológiai betegségeket és komplikációkat okoz. Egy tanulmány kimutatta, hogy a Thermococcus tagjai az aranybányászat hatásfokát 85-95%-kal növelhetik, a specifikus biolúgozási képességükkel.

### Tudományos folyóiratok
- Judicial Commission of the International Committee on Systematics of Prokaryotes (2005). „The nomenclatural types of the orders Acholeplasmatales, Halanaerobiales, Halobacteriales, Methanobacteriales, Methanococcales, Methanomicrobiales, Planctomycetales, Prochlorales, Sulfolobales, Thermococcales, Thermoproteales and Verrucomicrobiales are the genera Acholeplasma, Halanaerobium, Halobacterium, Methanobacterium, Methanococcus, Methanomicrobium, Planctomyces, Prochloron, Sulfolobus, Thermococcus, Thermoproteus and Verrucomicrobium, respectively. Opinion 79”. Int. J. Syst. Evol. Microbiol. 55 (Pt 1), 517–518. o. DOI:10.1099/ijs.0.63548-0. PMID 15653928.
- (2014. augusztus 1.) „The Temperature Gradient-Forming Device, an Accessory Unit for Normal Light Microscopes To Study the Biology of Hyperthermophilic Microorganisms”. Applied and Environmental Microbiology 80 (15), 4764. o. DOI:10.1128/AEM.00984-14.
- Zillig W (1987). „Pyrococcus woesei, sp. nov., an ultra-thermophilic marine Archaebacterium, representing a novel order, Thermococcales”. Syst. Appl. Microbiol. 9, 62–70. o. DOI:10.1016/S0723-2020(87)80057-7.

### Tudományos adatbázisok
- Thermococcus PubMed hivatkozásai
- Thermococcus PubMed Central hivatkozásai
- Thermococcus Google Scholar hivatkozásai